# Pirata knorri
Pirata knorri är en spindelart som först beskrevs av Giovanni Antonio Scopoli 1763.  Pirata knorri ingår i släktet Pirata och familjen vargspindlar. Inga underarter finns listade i Catalogue of Life.